# アジア新体操選手権
アジア新体操選手権（―しんたいそうせんしゅけん）は、アジア体操連盟が主催する新体操大会である。
第1回は1996年に開催。当初は体操競技とともにアジア体操競技選手権として行われていたが、第3回を最後に分離した。

## 開催記録
| 回 | 年   | 開催地                       |
| -- | ---- | ---------------------------- |
| 1  | 1996 | 中国・長沙                   |
| 2  | 2003 | 中国・広州                   |
| 3  | 2006 | インド・スーラト             |
| 4  | 2009 | カザフスタン・アスタナ       |
| 5  | 2011 | カザフスタン・アスタナ       |
| 6  | 2013 | ウズベキスタン・タシュケント |
| 7  | 2015 | 韓国・堤川                   |
| 8  | 2016 | ウズベキスタン・タシュケント |
| 9  | 2017 | カザフスタン・アスタナ       |
| 10 | 2018 | マレーシア・クアラルンプール |